# 春を告げる
「春を告げる」(はるをつげる) は、日本のミュージシャンyamaの1作目の楽曲。2020年4月17日に各種音楽配信サービスにてリリースされた。

## 概要
yama名義では初のオリジナル楽曲。作詞・作曲を担当したくじらとは、一度も顔を合わせることなくインターネット上でのやり取りを通して楽曲を完成させた。シングルのジャケットとミュージックビデオのイラストはtomowakaによって手掛けられた。
同曲を公の場で披露したのはyamaの配信限定ライブ「Versus the night」が初であり、2020年12月18日に、YouTubeチャンネル「THE FIRST TAKE」にて同曲の歌唱シーンが公開され、メディア初登場となった。この際の音源は「春を告げる - From THE FIRST TAKE」として2021年1月29日に配信リリースされた。同年2月19日放送の、ミュージックステーション（テレビ朝日系）で、音楽番組で初めて披露した。
オリジナル音源はアルバム未収録だが、同年9月1日に発売された1stフルアルバム『the meaning of life』に「春を告げる - From THE FIRST TAKE」としてボーナストラックで収録された。

## 認定と売上
|                                | 認定 (RIAJ) | 売上/再生回数      |
| ------------------------------ | ----------- | ------------------ |
| ダウンロード                   | 未公表      | —                  |
| ストリーミング                 | 未公表      | 300,000,000 回再生 |
| *認定のみに基づく売上/再生回数 |             |                    |

## 収録曲
1. 春を告げる
  - 作詞・作曲・プロデュース：くじら

## カバー
- Pastel*Palettes［丸山彩（前島亜美）］ - 2022年3月13日にゲーム『バンドリ! ガールズバンドパーティ!』に追加収録[16]。同年12月14日発売の『バンドリ！ ガールズバンドパーティ！ カバーコレクション Vol.7』でCD初収録。
- 連尺野初魅（葵井歌菜） - 2025年6月19日にゲーム『ワールドダイスター 夢のステラリウム』に追加収録。